# Székely Nép (napilap)
Székely Nép időszaki kiadvány. A bécsi döntések után indította sepsimagyarósi Koréh Ferenc jogász, közíró, tudósító többedmagával. A periodika napilapnak indult. Székhely: Sepsiszentgyörgy. 1942-44 között Kovásznai Gábor volt a felelős kiadója. 1941-42-ben publikált e lapban Szabó Jenő is. 1943-44-ben Szathmáry Lajos szerkesztette.
A magyarság számára vesztes második világháború után az erdélyi emigránsok szerkesztették a lapot a fejlett nyugati világban. A lap ma is él, a 2000-es években a Székely Nép című időszaki kiadvány az Erdélyi Bizottság Hivatalos Értesítőjeként az Egyesült Államokban, a Magyar News közreműködésével jelent meg. Koréh Ferenc után a lap elnöke és szerkesztője a kovásznai születésű dr. Havadtőy Sándor református lelkész, egyetemi tanár, a Székely Mikó Kollégium egykori diákja. A lap számos cikke napjainkban is elsősorban a romániai magyarságot érintő közéleti és kulturális kérdésekkel foglalkozik.